# Układ kostny
Układ kostny, kościec – układ narządów stanowiący szkielet wewnętrzny kręgowców, składający się z kości i chrząstek. Stanowi element narządu ruchu oraz stanowi osłonę dla niektórych narządów. 
Wyróżnić można:
- Układ kostny płazów
- Układ kostny gadów
- Układ kostny ptaków
- Układ kostny ssaków
  - Układ kostny człowieka.